# Julio Ceja (boxeador)
Julio César Ceja Pedraza, más conocido por Julio Ceja (18 de noviembre de 1992) es un boxeador profesional mexicano. Ocupó el título de peso súper gallo del CMB de 2015 a 2016.

## Carrera profesional

### Lucha por el título de la FIB
El 11 de mayo de 2013, Ceja perdió ante Jamie McDonnell por el título mundial de peso gallo de la FIB por decisión mayoritaria después de que Léo Santa Cruz dejara vacante el título para subir de peso.

### Lucha por el título de plata del CMB
El 12 de octubre de 2013 Ceja derrotó a Juan José Montes por nocaut técnico en el décimo asalto para ganar el título de peso gallo Plata del CMB.

### Pelea por el título interino del CMB
Ceja derrotó a Hugo Ruiz por el título interino de peso súper gallo mundial del CMB. El título interino estuvo disponible debido a que Léo Santa Cruz pasó al peso pluma. Más tarde, Ceja fue elevado a poseedor del título completo después de que Santa Cruz dejara vacante.

## Récord de boxeo profesional
| Récord de boxeo profesional |              |            |
| 38 peleas                   | 32 Victorias | 6 Derrotas |
| Nocaut                      | 28           | 4          |
| Decisión                    | 4            | 1          |
| Empates                     | 1            | 1          |